# 中国制造2025
《中国制造2025》是中华人民共和国于2015年5月8日由国务院公布，5月19日正式印发的制造业产业政策，由当时的国务院总理李克强提出，也是中华人民共和国政府实施“制造强国”战略的首个十年纲领。作为“十三五”和“十四五”规划的一部分，中国的目标是摆脱“世界工厂”的角色——利用低劳动力成本和供应链优势生产廉价的低技术产品。该产业政策旨在提升中国工业的制造能力，让“中国制造”从劳动密集型的“车间”发展成为技术密集型、附加值更高的制造业强国。
《中国制造2025》通过“三步走”实现制造强国的战略目标：第一步，到2025年迈入制造强国行列；第二步，到2035年中国大陸制造业整体达到世界制造强国阵营中等水準；第三步，到中華人民共和国成立一百年时，更加巩固制造业国家地位，综合实力进入世界制造强国前列。
自2018年以来，由于遭到美国、欧盟和其他国家的强烈反对，“中国制造2025”一词在政府和其他官媒中已不再强调。实际上，该计划仍在实施中。中国政府将继续对已确定的技术进行大量投资。2018年，中国政府承诺投资约3000亿美元实现该产业计划。在中国大陆爆发新冠肺炎疫情之后，至少有额外的1.4万亿美元被投资于该计划。鉴于中国目前的发展中国家地位，其在开拓性新技术上投入不成比例的资金的实用性受到了质疑。
2024年4月《南華早報》根据過去10年出版的官方文件书籍和其他权威消息來源，整理出计划中的260多個目標，数据显示「中国制造2025」超过86%的目標已經完成。美國國務卿马可·鲁比奥于2024年9月發布報告指出，中國在電動車、能源與發電、造船、高鐵等4大產業，已在全球占有領先地位；在航空航天、生物科技、先進材料、機器人與工具機、半導體等5大產業，取得相當實質的進展，接近目標，唯有農業機械方面還未達預期。根据《纽约时报》引用联合国统计司数据的报道，截至2023年中国制造业的总产值占全球总量的31.6％，超过了美国、德国、日本、韩国和英国的总和。

## 背景

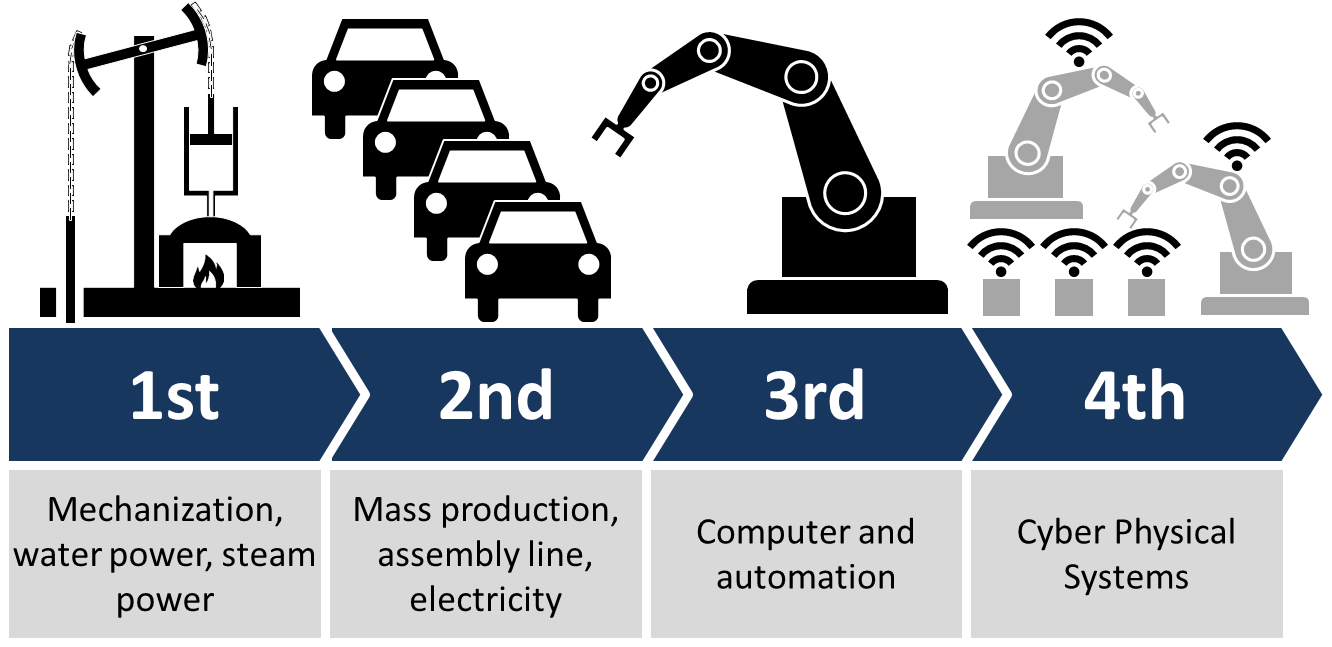
第四次工業革命概念

目前中华人民共和国是世界主要工业产品的生产地和出口地。历史上，1760年代年英國開始工業革命，西方列強轉向機器製造，中国传统制造业的产量和质量急转直下，直到晚清方进行洋务运动。1949年中華人民共和國成立後，执政的中国共产党重新构建现代工业体系。2010年时，中华人民共和国成为制造业第一大經濟體。目前，中国大陸有超过200多种工业产品的产量和出口量都居世界第一，其中有数十种产品的出口占到全世界出口总量的70%以上。而制造业是中国大陸市场化程度最高的领域，也是中国大陸国民经济的重要支柱和基础，对中国大陸经济发展起着十分重要的作用。
虽然国际市场上售卖的工业产品大部分都是中国制造，但中国本土的制造业一直依赖外国的设备和人员研製，对国外高端设备和技术的依存度较高。而中华人民共和国工业和信息化部还总结了中国大陸的基础材料、基础零部件、基础工艺和产业技术基础不强。加上由于土地、劳动力、资源、环境等要素成本的迅速提高，產業面臨新的競爭能力不足，因此改革开放以后的发展方式更加亟需作出转变。
有關於此，2016年1月，国务院总理李克强在座谈会上舉例，对中国大陸工厂无法自行生产的圆珠笔头表示遗憾，此举在中国大陆网络平台上引发一定争议，并由此造成对中国制造能力之实际水准的质疑声浪。一年后中国大陸厂商太鋼表示完成圆珠笔头材料的自主研发，預計兩三年內投產。
《中国制造2025》的制定，主要基于三点考虑：
1. 应对全球新一轮科技革命和产业变革所需；
2. 金融危机后，各国对制造业的发展都出现了一些新的动向；
3. 中国的制造业在许多非常重要的领域已经具备全球的竞争力基礎的口碑整合考慮。

## 制定历程

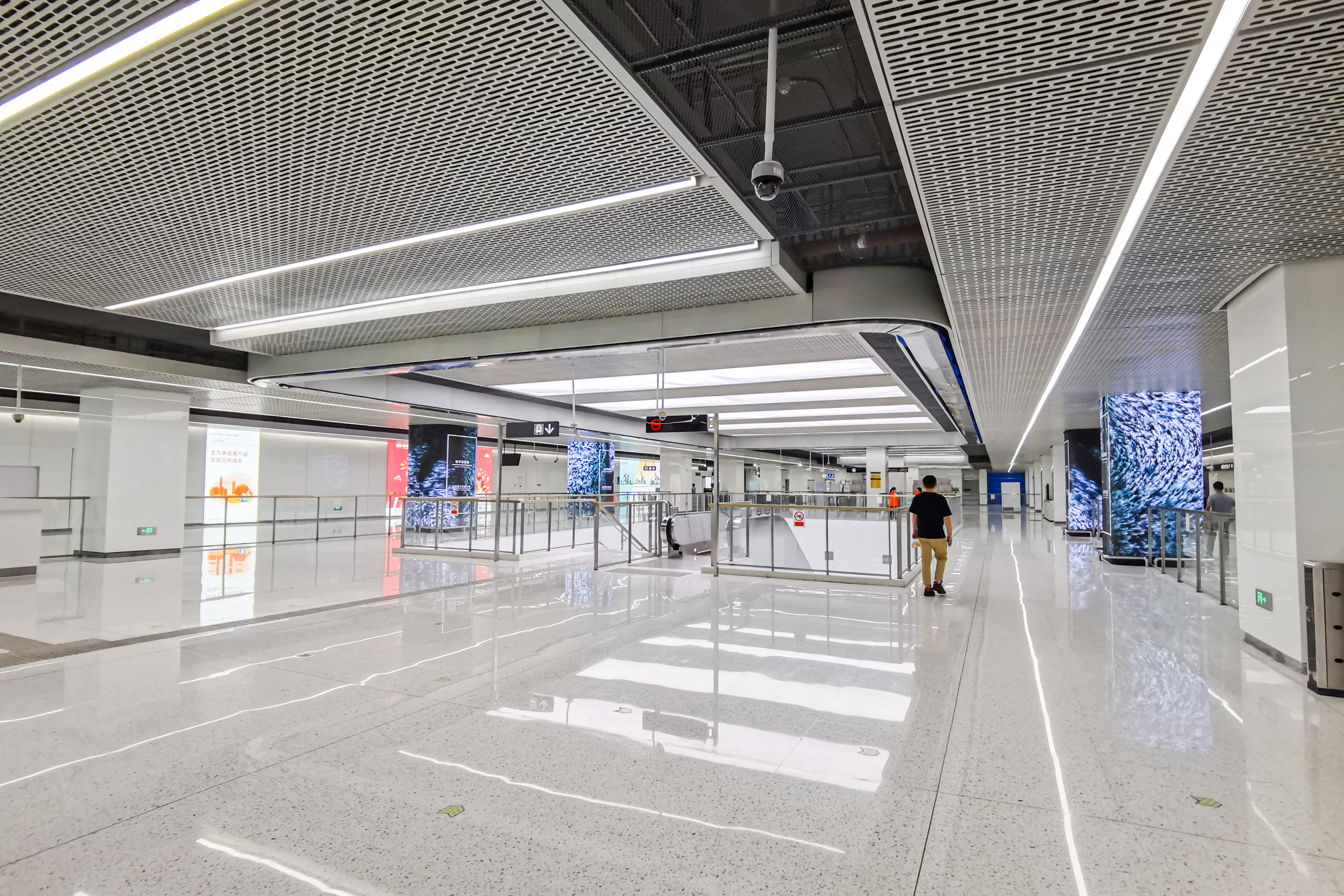
深圳地铁华为站

2014年，由工业和信息化部牵头，会同国家发改委、科技部、财政部、国家质检总局、中国工程院等20多个国务院有关部门，组织50多名中国工程院院士、100多位专家起草了《中国制造2025》，并向国务院报批。
2015年3月5日，国务院总理李克强在第十二届全国人民代表大会发表的政府工作报告中，提及了《中国制造2025》，是针对中国产业发展的一个新概念。3月23日，李克强在中国发展高层论坛上表示，将在国际合作中进一步提升中国大陸制造业水平。
2015年3月27日，工信部副部长苏波在国务院政策吹风会表示，《中国制造2025》方案已经由国务院常务会议审议通过。5月8日，该方案由国务院公布，并于5月19日印发。
2015年6月，有权威消息人士向一媒体记者表示，国务院决定将组建《中国制造2025》的战略顶级领导机构——国家制造强国建设领导小组，该小组由国务院相关领导担任组长，成员由国务院相关部门和单位负责人组成，领导小组办公室设在工信部内。6月15日，李克强在座谈会上表示，各部门要为《中国制造2025》简政放权、放管结合、优化服务创造条件。
2015年6月24日，国务院决定成立国家制造强国建设领导小组。其中国务院副总理马凯任组长，副组长包括工信部部长苗圩、国务院副秘书长肖亚庆、发改委副主任林念修、科技部副部长曹健林、财政部副部长刘昆。教育部等20个部门的有关负责人均为领导小组成员。
2016年8月18日，国务院下辖的工业和信息化部宣布首个“中国制造2025”试点城市为宁波。这意味着“中国制造2025”从指导文件开始转入具体实施阶段。

## 方案内容
根据《中国制造2025》计划，该计划基本方针有「创新驱动、品質为先、绿色发展、结构最佳化、人才为本」分別突出強調新興技術、品牌形象、生態環保、商業模式、基礎科學等發達製造業必要領域的攻克方向；以提高国家制造业创新能力、推进訊息化与工业化深度融合、强化工业基础能力、加强品質品牌建设、全面推行绿色制造、推动重点领域突破发展、深入先进制造业结构调整、积极发展服务型制造和生产性服务业、提高制造业国际化发展水準作为任务和重点，并提供八大支撑和保障。该计划所提及的重点发展领域包括新一代信息技术創新产业、高档数控机床和机器人、航空航天装备、海洋工程装备及高技术船舶、轨道交通装备、节能与新能源汽车、核能或可再生能源电力装备、农机訊息整合系統、納米高新材料和模組化建築及生物化學医药及高性能医疗器械。
中国制造2025列出了中国政府力争成为世界领先者的以下十大重点行业。
| 行业领域             | 描述                       |
| -------------------- | -------------------------- |
| 信息技术             | 人工智能、物联网、智能家电 |
| 机器人               | AI、机器学习               |
| 绿色能源和绿色汽车   | 能源效率、电动汽车         |
| 航空航天设备         |                            |
| 海洋工程和高科技船舶 |                            |
| 铁路装备             |                            |
| 电气设备             |                            |
| 新材料               |                            |
| 药品和医疗器械       |                            |
| 农业机械             |                            |

李克强总理表示，先进的工业标准对于促进创新和消除工业发展瓶颈至关重要。中国中产阶级日益壮大，他们对更高质量的商品和服务的需求也越来越大。与海外竞争对手相比，中国商品的质量和创新能力还远远不够。李克强总理谈到了质量革命。质量革命围绕着企业家精神和工匠精神展开。质量革命将涉及不断创新和精益求精的文化。
被评为重点行业领导者的一些公司包括：
- 百度（人工智能、自动驾驶汽车）
- 阿里巴巴（电子商务）
- 腾讯（电子商务）
- 旷视（人工智能）
- 大疆（人工智能，无人机）
- 北汽（新能源汽车）
- 吉利（新能源汽车）
- 蔚来（新能源汽车）
- 比亚迪（新能源汽车）
- 中芯国际（半导体）[32][33]
- 晋华集成电路（DRAM制造）[34]
- 华为（半导体、电信和消费电子）
- 步步高电子（消费电子产品）
- 小米（消费电子产品）
- 中国航空工业集团公司（航空航天）
- 中国中车（铁路）
- 国药集团（医药）

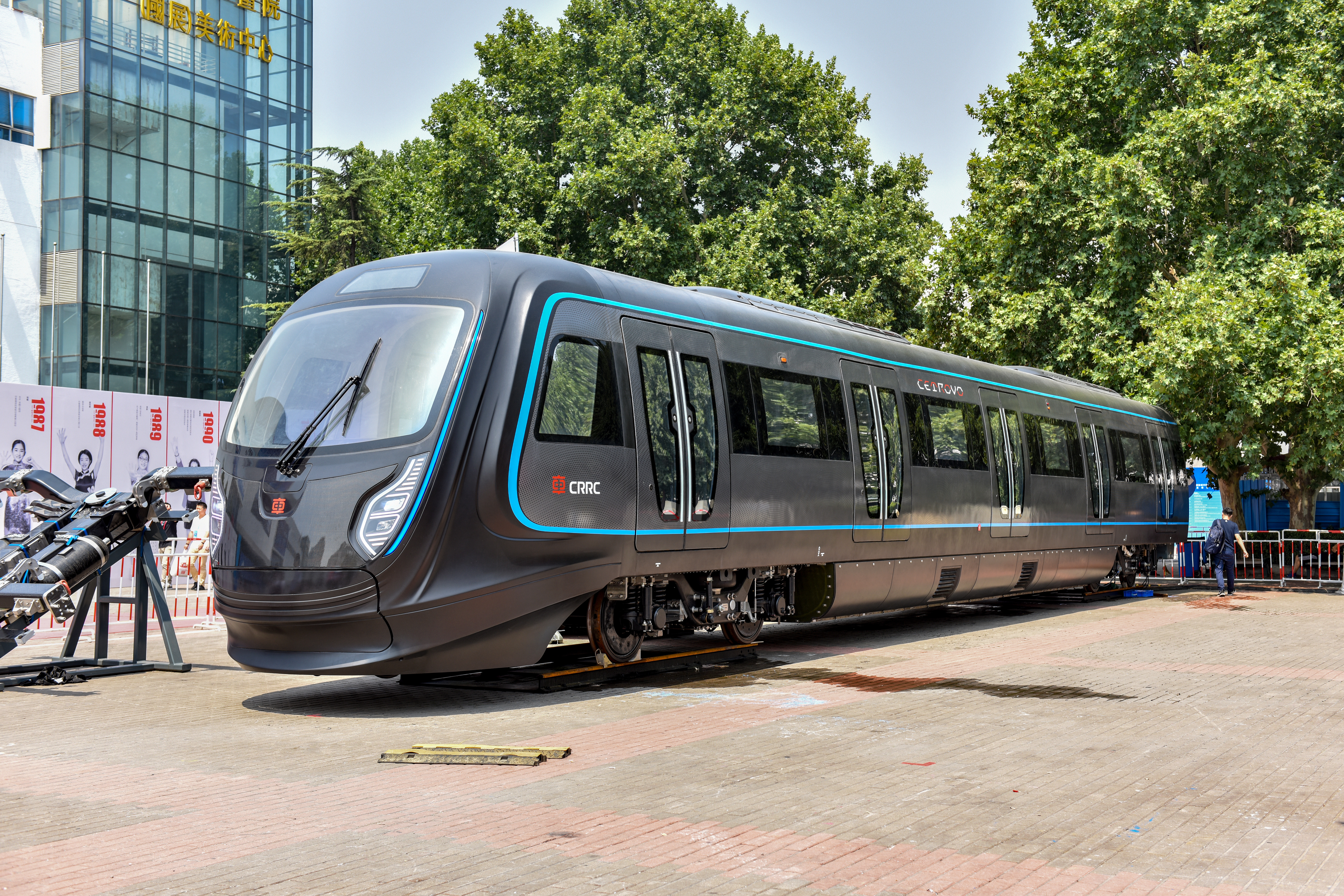
中车碳纤维地铁概念车
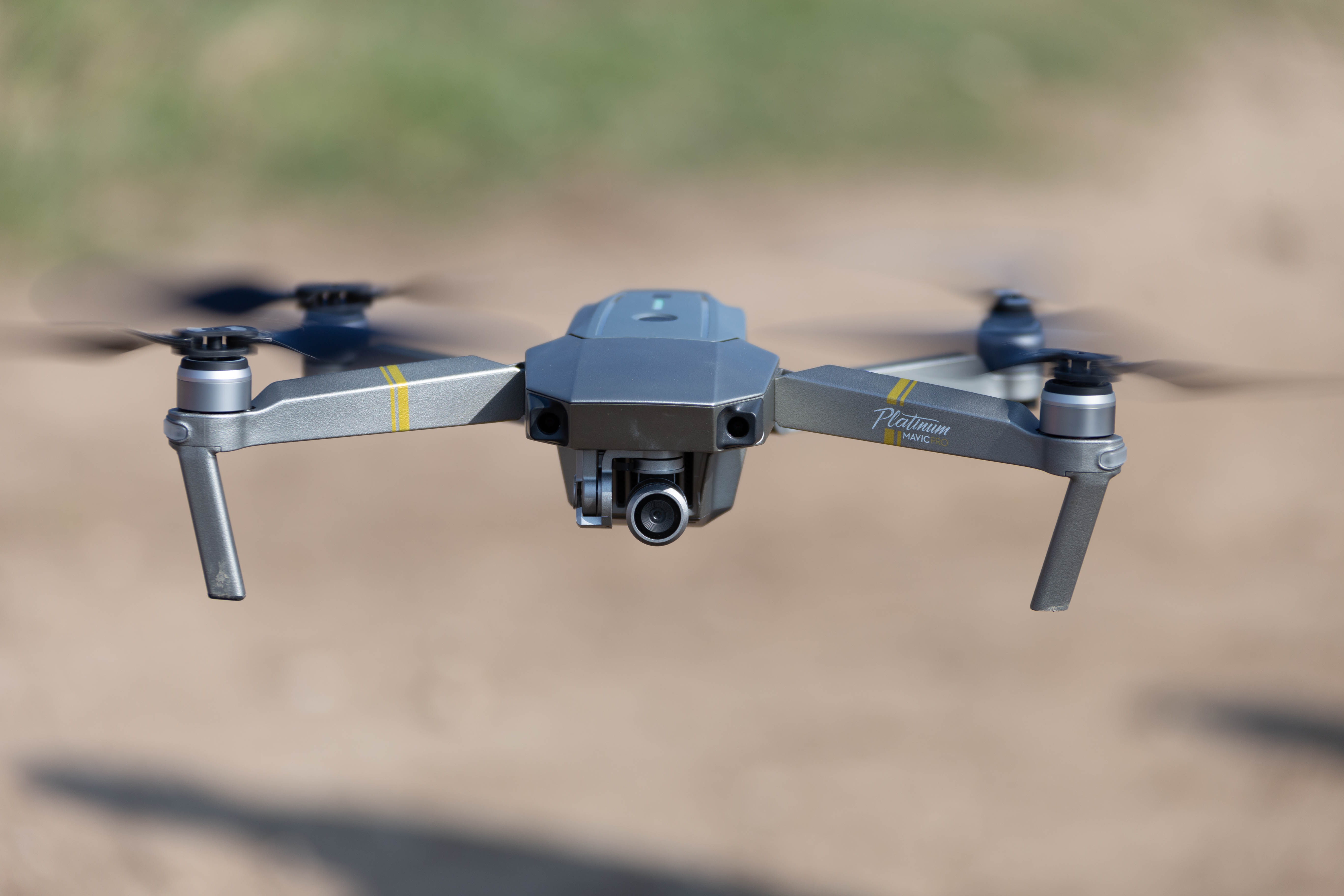
大疆Mavic Pro Platinum无人机飞行中
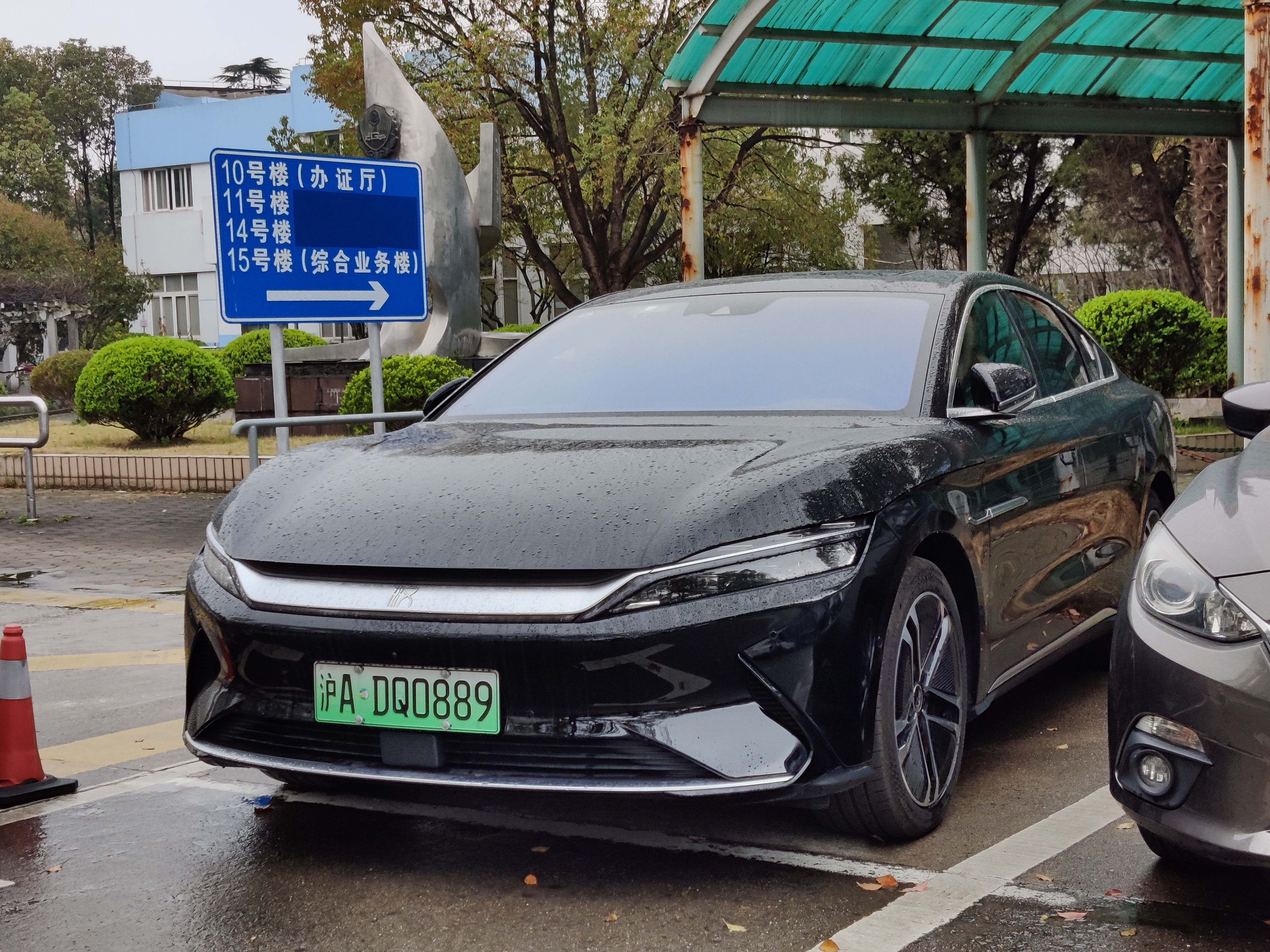
比亚迪汉EV
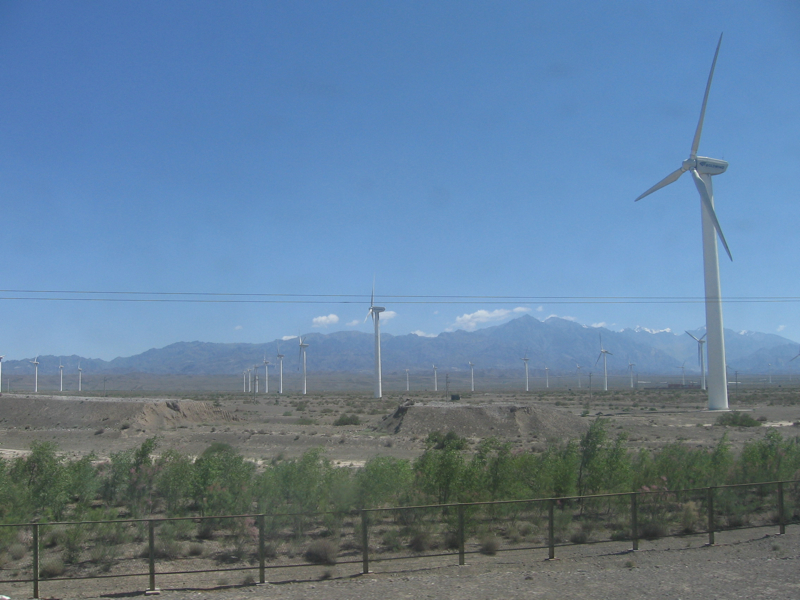
金风科技的涡轮机在乌鲁木齐郊外的一座风电场运行
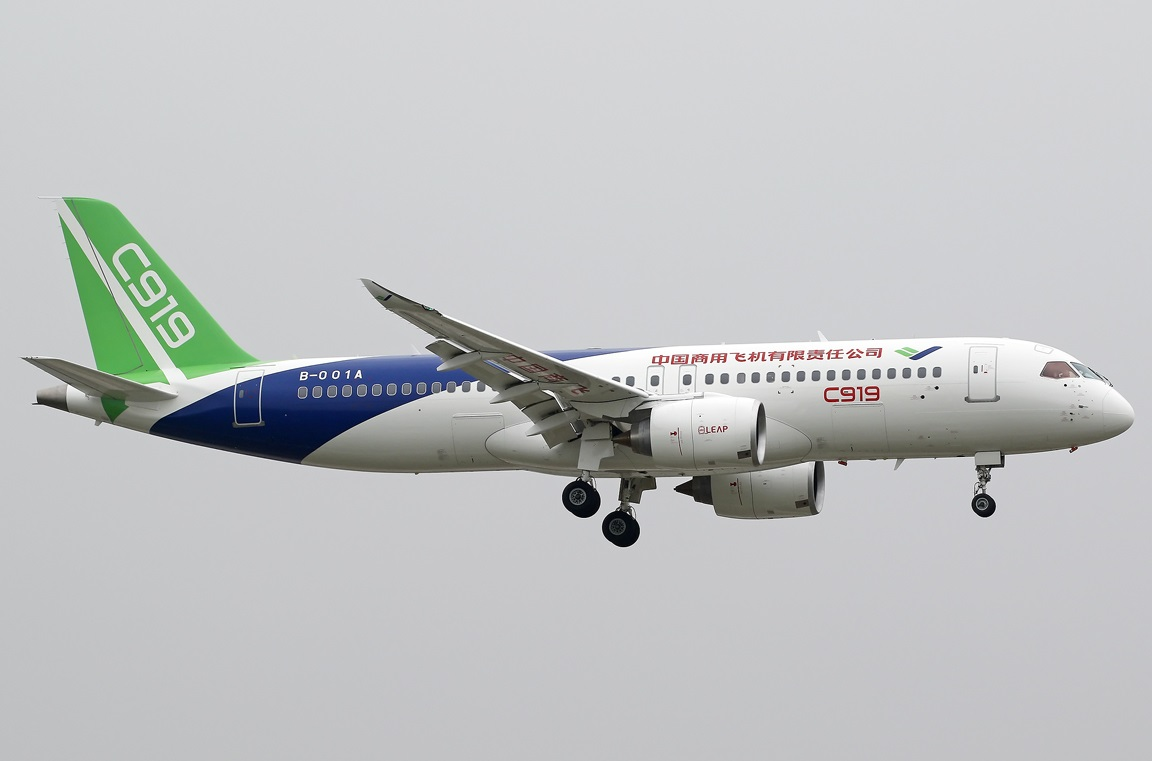
中国商飞C919
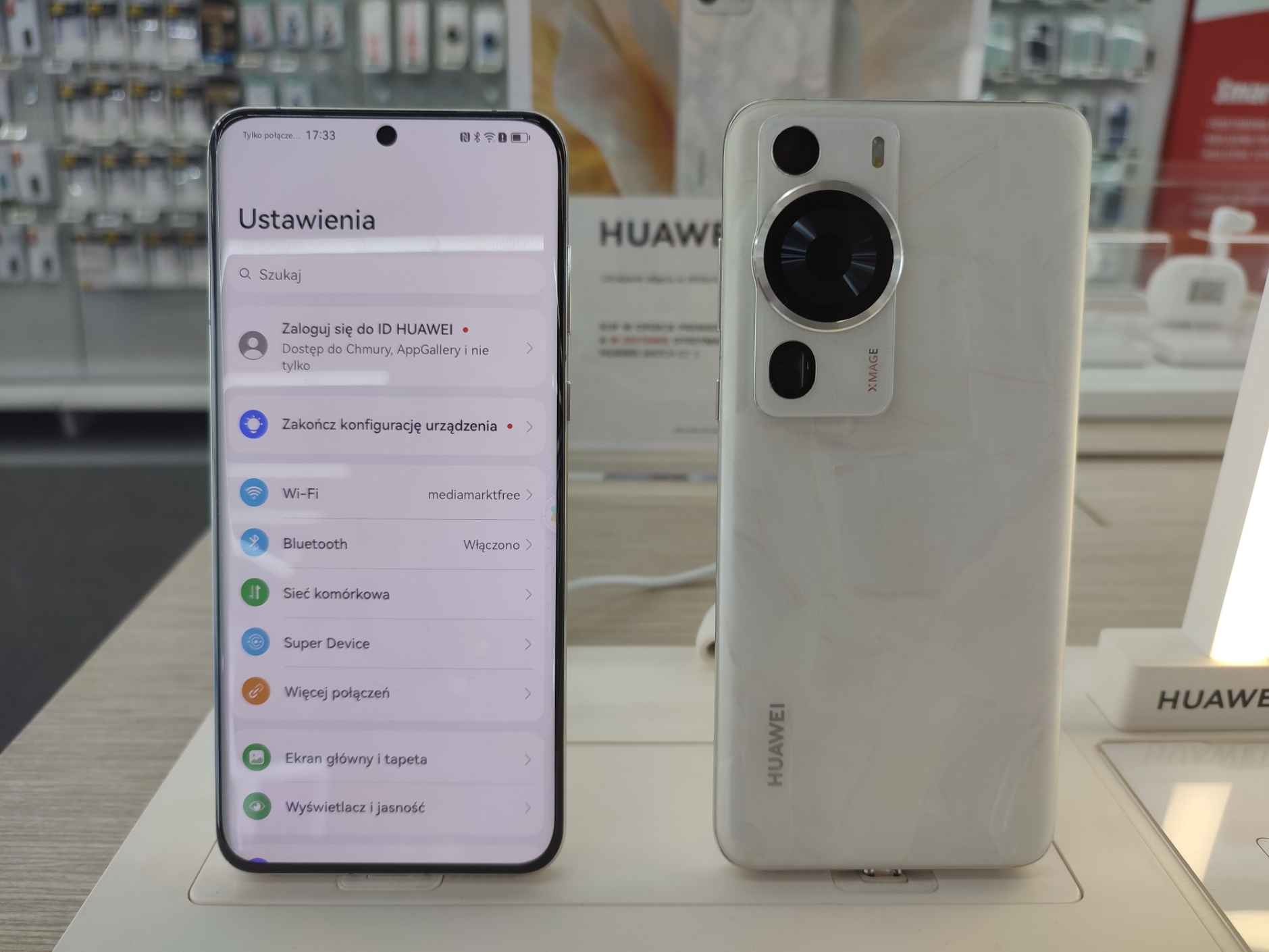
华为P60 Pro智能手机
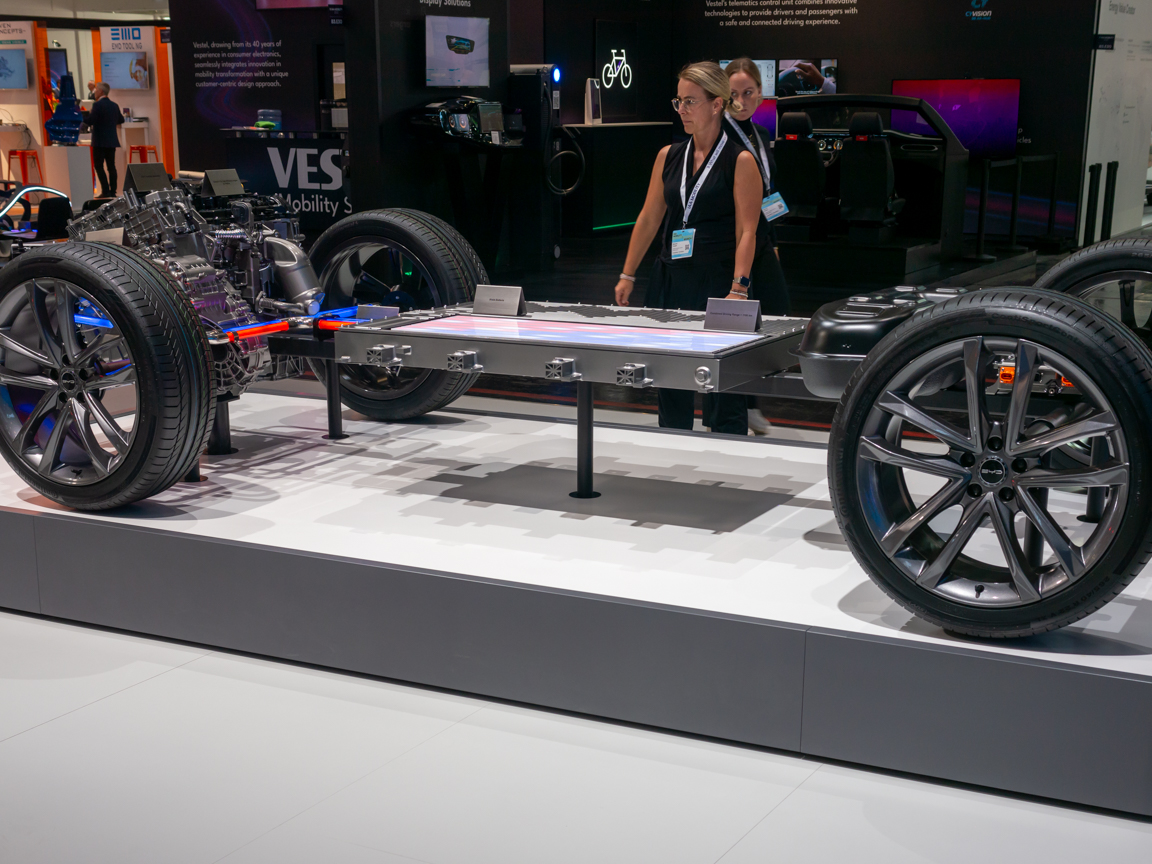
比亚迪刀片电池组在2023年德国国际汽车展IAA峰会上亮相
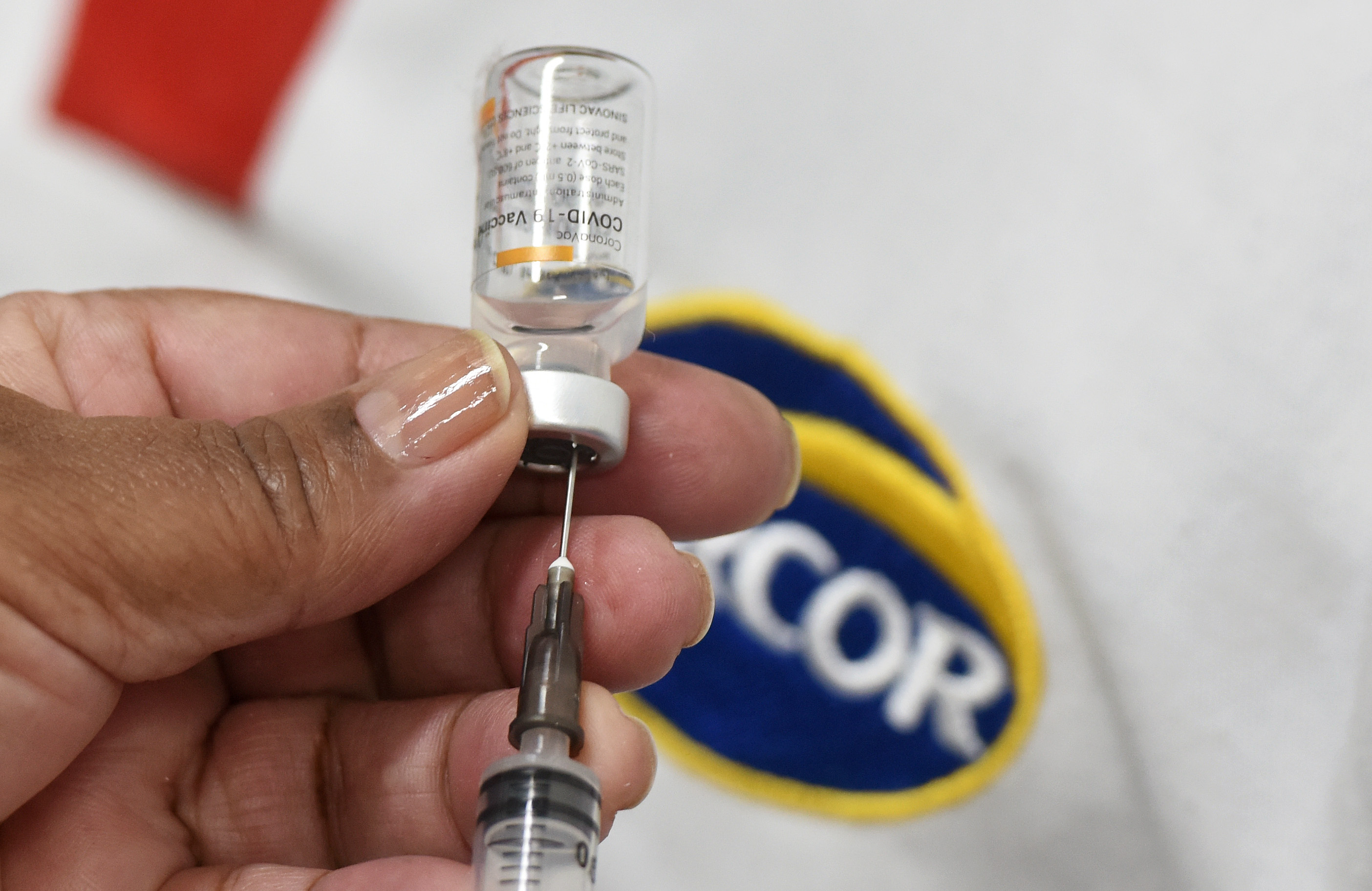
科兴新冠疫苗
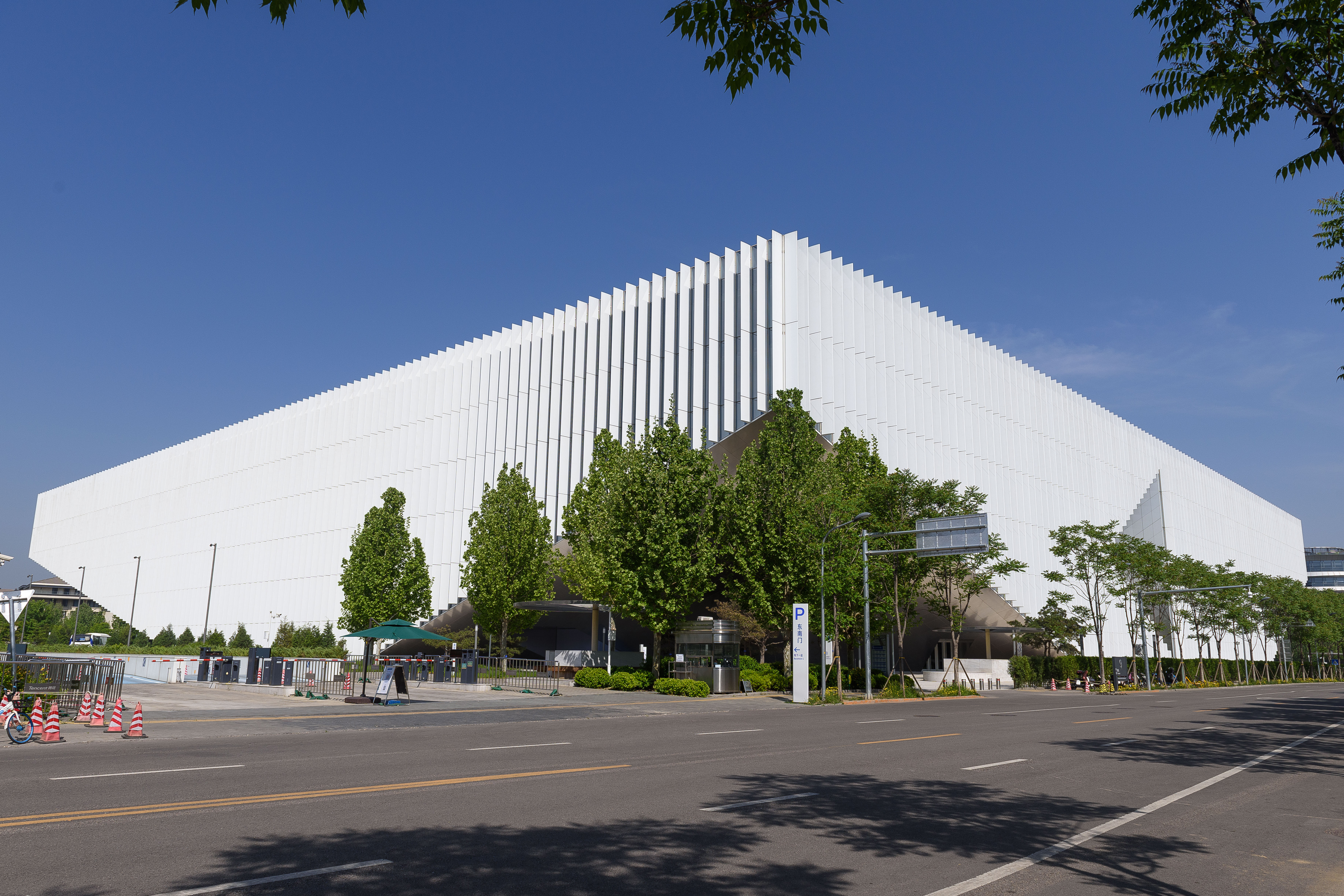
腾讯北京办公室

### 中国智造
中国智造（全称：中国智慧制造）是制造技术与訊息技术的结合。涵盖智慧制造装备、智慧制造系统、智慧制造服务，其中智慧制造装备是指一种具有感知、分析、推理、决策、控制功能的制造设备，它将传感器及智慧诊断和决策軟體內建到装备中，使制造工艺能适应制造环境和制造过程的变化并达到最佳化。智慧制造装备是先进制造技术、訊息技术和智慧技术的集成和深度融合，是实现高效、高品质、节能环保和安全可靠生产的下一代制造装备，主要包括：高档数控机床，智慧测控装置，关键基础零部件，重大內建智慧装备。

## 试点城市

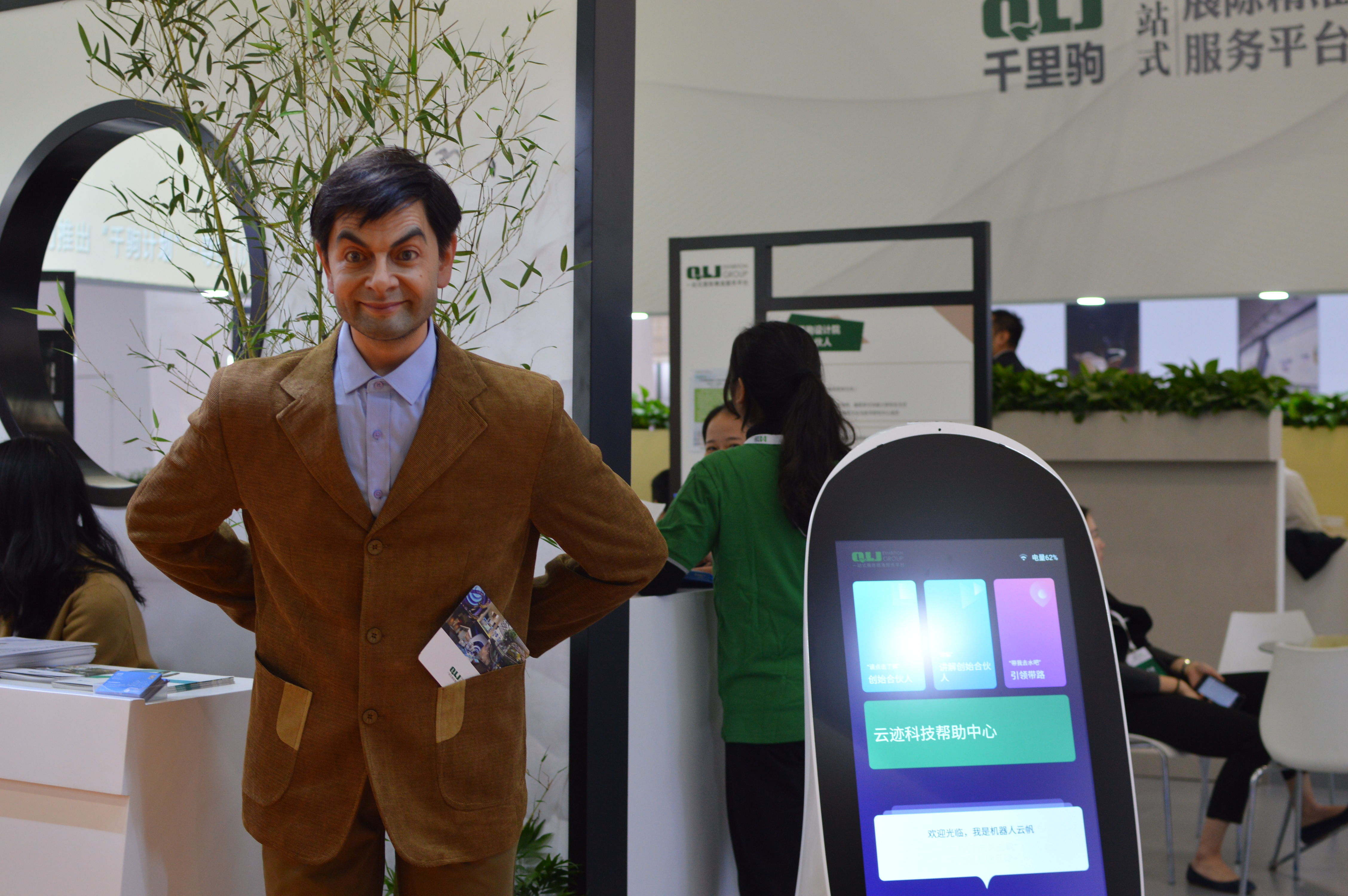
仿生机器人及其控制面板

试点示范城市为落实“中国制造2025”的举措之一。开展以城市（群）为载体的《中国制造2025》试点示范工作是创建有利于制造业转型升级生态环境的重要探索，是推动《中国制造2025》系统落地的重要抓手，有利于调动地方实施主动性和创造性，探索新常态下制造业转型升级的新模式、新路径，共同推动《中国制造2025》系统落地，并通过示范推广进而带动全国其他地区实现制造业提质增效、由大变强。
首个“中国制造2025”试点示范城市为宁波。试点示范城市作为落实“中国制造2025”的举措之一，原则上不设具体数量，除宁波外全国目前已有30个城市提出创建试点示范城市申请。

## 爭議
中華人民共和國政府要求進入中國市場的外國企業向中方轉移技術，以便中國取得國外先進技術實現「彎道超車」，涉及石油化工、醫療設備、藥物、汽車製造等各行業。歐盟駐華代表團團長在2018年表示，歐盟公司自中國改革開放以來向中方提供了大部份的外國技術，佔中國製造業技術的一半，當中不少歐洲企業被迫將技術轉移到中國企業，以換取進入中國市場。同年，歐盟向世界貿易組織起訴中國，斥責中國的法律強制外國電動汽車及生物科技企業向中方轉移技術。美國也批評中國實施的強制技術轉移、國有企業補貼等非市場經濟政策與世貿體系不相容。

## 评论
中国大陸《金融时报》评论称“制造业是创新的主战场，是保持国家竞争实力和创新活力的重要源泉”。而和讯网则指出，《中国制造2025》的发布，将为“一带一路”做好坚实基础。
日本《产经新闻》评论称，中国提出了经济发展“新常态”理念；美国彭博新聞社称，中国将准备改革国有企业以支撑经济。而德国之声还报道称，《中国制造2025》可被视为中国版的工业4.0，该计划提出后，中国大陸经济发展将进入新阶段。和讯网称，《中国制造2025》并不是工业4.0的翻版，中國大陸的工業尚處於後發位置，且提出方也不同。
臺灣《联合报》则报道称，《中国制造2025》将“吹響全球工業戰號角”。；但有臺灣學者提出警告，称臺灣工業規劃止於2020年，中国的《中國製造2025》方案实施后，對臺灣而言是一个警訊。
在《中国制造2025》提出后，后续政策将于2015年内陆续推出，另外，中国股票市场还出现了与《中国制造2025》有关的概念股。
美中经济与安全评估委员会副主席薛瑞福(Randy Shriver)表示：“中国制造2025”的目标是成为技术创新和关键制造产业的领导者，其在增强中国军事现代化方面最令人担忧"。
伦敦国王学院发展经济学专家龚云丹（Yundan Gong）博士表示：“我认为，‘中国制造2025’总体上非常成功。”

## 影响

### 美國介入
由於中國透過政府補貼與保護背書等方式來補貼製造業的廠商以各種方式控制產業鏈的技術，美方認為這不符合市場做法，並以此計劃作為美國發動貿易戰的理由。2018年4月，時任美国总统唐納德·特朗普对中国进口产品加徵关税，一些名单與《中国制造2025》有關。同年5月29日，特朗普再次决定对从中国进口的500亿美元商品征收25%的关税，而其公告则直接指明“中国制造2025”相关的技术。
2024年2月2日《纽约时报》报道，一项新的研究在对美国就业数据调查后发现，特朗普任内对他国加征关税，在政治上是成功的，但在经济上是失败的。该研究指出，加征关税赢得了选民支持，但并未创造更多的就业机会。对中国加征关税，使美企转向其它国家进口，而未使制造业回流美国。此外，该措施致他国对美产品征收报复性关税，增加了美国出口商品的成本，尤其是农产品的出口遭受了较大打击。但就长期影响来看，加征关税是否能创造更多就业机会，目前尚未可知。《纽约时报》还援引批评人士的话称，加征关税给低收入人群增加了额外的负担，也给那些更加依赖外国的工厂增加了成本，这可能会提高美国商品的价格，进而降低其国际竞争力。
2024年4月30日，据香港《南華早報》報導，中國社會在近十年内發生深刻變化，新能源汽車、信息技术等10個關鍵領域的国产化率已达到86%。该报道指出，「足以證明美國關稅和制裁無效」。
2025年2月6日，美中经济与安全评估委员会就中国制造2025举行听证会。